# Usbekische Basketballnationalmannschaft der Damen
Die usbekische Basketballnationalmannschaft der Damen ist die Auswahl usbekischer Basketballspielerinnen, welche die Basketball Federation of Uzbekistan auf internationaler Ebene, beispielsweise in Freundschaftsspielen gegen die Auswahlmannschaften anderer nationaler Verbände, aber auch bei internationalen Wettbewerben repräsentiert. Größter Erfolg war der siebte Rang bei der Asienmeisterschaft 2001. Im Jahr 1992 trat der nationale Verband dem Weltverband Fédération Internationale de Basketball (FIBA) bei. Im November 2013 wurde die Mannschaft auf dem 48. Rang der Weltrangliste der Frauen geführt.

## Internationale Wettbewerbe

### Usbekistan bei Weltmeisterschaften
Die Mannschaft konnte sich bisher nicht für eine Weltmeisterschaft qualifizieren.

### Usbekistan bei Olympischen Spielen
Bisher gelang es der Mannschaft nicht, sich für die olympischen Basketballwettbewerbe zu qualifizieren.

### Usbekistan bei Asienmeisterschaften
Die Mannschaft kann bisher fünf Teilnahmen an Asienmeisterschaften vorweisen:
| - 1965: nicht teilgenommen - 1968: nicht teilgenommen - 1970: nicht teilgenommen - 1972: nicht teilgenommen - 1974: nicht teilgenommen - 1976: nicht teilgenommen - 1978: nicht teilgenommen - 1980: nicht teilgenommen - 1982: nicht teilgenommen - 1984: nicht teilgenommen - 1986: nicht teilgenommen - 1988: nicht teilgenommen - 1990: nicht teilgenommen | - 1992: nicht qualifiziert - 1994: nicht qualifiziert - 1995: nicht qualifiziert - 1997: nicht qualifiziert - 1999: nicht qualifiziert - 2001: 7. Platz - 2004: nicht qualifiziert - 2005: nicht qualifiziert - 2007: 9. Platz - 2009: 11. Platz - 2011: 10. Platz - 2013: 11. Platz - 2015 |